# 이중옥
이중옥(李中玉, 1979년 8월 17일 ~ )은 대한민국의 배우이다.

## 학력
- 대구과학대학

## 출연작

### 영화
- 《온리 갓 노우즈 에브리띵》 (2025년)
- 《무도실무관》 (2024년) - 한병순 역
- 《늘봄가든》 (2024년) - 남 형사 역
- 《컴백홈》 (2022년) - 준철 역
- 《드라운》 (2022년)
- 《파로호》 (2022년) - 도우 역
- 《스텔라》 (2022년) - 정 실장 역
- 《해피 뉴 이어》 (2021년) - 호텔 전무 역
- 《방법: 재차의》 (2021년) - 천주봉 역 (특별출연)
- 《돌멩이》 (2020년) - 용덕 역
- 《히트맨》 (2020년) - 십장 역
- 《천문: 하늘에 묻는다》 (2019년) - 의금부 판사 역
- 《극한직업》 (2019년) - 환동 역 (본작의 엑스트라 보스)
- 《마약왕》 (2018년) - 윤강식 역
- 《버닝》 (2018년) - 순찰경찰 역
- 《4등》 (2016년) - 순찰경찰 김주사 역
- 《부산행》 (2016년) - 양복쟁이1 역
- 《에스프레소 (에피소드 1)》 (2015년) - 노숙자 역
- 《탯줄》 (2015년) - 심리치료상담사 역
- 《방황하는 칼날》 (2014년) - 상현 직장 과장 역
- 《씨, 베토벤》 (2014년) - 생략남 역
- 《고양이: 죽음을 보는 두 개의 눈》 (2011년) - 이 계장 역
- 《잘못된 만남》 (2008년) - 안치소 직원 역
- 《밀양》 (2007년) - 호프집 종업원 역

### 드라마
- 《육룡이 나르샤》 (2015년, SBS) - 땅콩 무사 역
- 《손 the guest》 (2018년, OCN) - 최민상 역
- 《왓쳐》 (2019년, OCN) - 약사 역
- 《타인은 지옥이다》 (2019년, OCN) - 홍남복 역
- 《방법》 (2020년, tvN) - 천주봉 역
- 《하이바이, 마마!》 (2020년, tvN) - 지박령 역 (1회, 특별출연)
- 《좀비탐정》 (2020년, KBS2) - 왕 웨이 역
- 《루카：더 비기닝》 (2021년, tvN) - 황식 역
- 《마인:MINE》 (2021년, tvN) - 김성태 역
- 《D.P.》 (2021년, Netflix) - 찜질방 주인 역
- 《구경이》 (2021년, JTBC) - 부검의 역
- 《스물다섯 스물하나》 (2022년, tvN) - 희도의 선중여고 펜싱부 코치 역 (1회)
- 《모범형사 2》 (2022년, JTBC) - 장기진 역
- 《사냥개들》 (2021년, Netflix) - 취객 역
- 《힘쎈여자 강남순》 (2023년, JTBC) - 김남길 역
- 《무인도의 디바》 (2023년, tvN) - 강상두 / 이욱 역
- 《감사합니다》 (2024년, tvN) - 박재완 역
- 《손해 보기 싫어서》 (2024년, tvN) - 김남길 역 (특별출연)
- 《지옥에서 온 판사》 (2024년, SBS) - 김재현 역
- 《금주를 부탁해》 (2025년, tvN) - 기범 부 역
- 《당신의 맛》 (2025년, ENA) - 정육점 사장 역

### 연극
- 《원파인데이》
- 《꼬리솜 이야기》
- 《행복한 가족》
- 《바람난 삼대》
- 《변기통》
- 《슬픈대호》
- 《오케이 스토리》
- 《늘근도둑 이야기》
- 《올모스트 메인》
- 《양덕원 이야기》
- 《B언소》
- 《봄 - 엄마와 딸의 소풍》
- 《안내놔? 못내놔!》
- 《샤갈을 좋아하세요》
- 《하이라이프》
- 《돼지사냥》
- 《비언소》

## 수상
- 2008년 제25회 대구연극제 남자연기상